# Shanag
Shanag (лат.) — род тероподных динозавров из семейства дромеозаврид, живших в раннемеловую эпоху на территории современной Монголии. 
Единственным видом является Shanag ashile. Его назвали и описали Алан Тёрнер, Санни Хай-цзин Хван и Марк Норелл в 2007 году. Родовое название является отсылкой к участникам тибетских танцевальных мистерий Цам. Видовое — отсылает к формации Ashile, устаревшему названию формации Хэхтээг в Монголии, где были найдены окаменелые остатки животного.
Голотип IGM 100/1119 был найден в слоях, предположительно относящихся к берриасскому — барремскому ярусам нижнего мела. Shanag имеет сильное сходство с представителями базальной группы дромеозаврид, таких, как микрораптор и синорнитозавр, из чего следует сходство палеофауны отложений Хэхтээга, которые ориентировочно датируют 130 миллионами лет, и китайской экосистемой Жэхэ (например, животными из формации Исянь. Образец голотипа примерно 6 сантиметров в длину, состоит из ассоциированных, несжатых фрагментов верхней и нижней челюстей, содержащих почти полную правую верхнечелюстную кость с зубами, неполную правую зубную кость с зубами и часть пластинчатой кости.
Shanag был мелким хищником. В 2010 году Грегори С. Пол оценил его размер в 1,5 метра, а массу — в 5 килограммов. Shanag демонстрирует слияние черт дромеозаврид, троодонтид и птиц.
Группа учёных под руководством Тёрнера причислили ящера к дромеозавридам. Их кладистический анализ выявил принадлежность животного к базальной группе дромеозаврид, но более продвинутой, чем подсемейство Unenlagiinae. Более поздний анализ причислил их к Microraptorinae.